# Гурнак Віталій Миколайович
Віта́лій Микола́йович Гурнак (народився 30 січня 1937 в місті Хабаровськ, РСФСР — помер 3 вересня 2020) — український науковець, економіст, журналіст, залізничник і краєзнавець. Доктор економічних наук (1995), професор Державного економіко-технологічного університету транспорту (2006). Член національної спілки журналістів України (2005). Почесний залізничник СРСР (1987).

## Життєпис
Народився 30 січня 1937 в м. Хабаровськ у сім'ї офіцера та переїхав у с. Білка Тростянецького району Сумської області, де в 1941—1943 роках перебував у німецькій окупації.
Після звільнення села в 1944 р. пішов у перший клас. Після закінчення середньої школи навчався в Московському інституті інженерів залізничного транспорту (інженер шляхів сполучення 1960), Київському інституті народного господарства (економіст, 1969).
- У 1960—1967 працював на Південно-Західній залізниці: на інженерно-технічних і керівних посадах.
- З 1967 по 1972 — референт відділу транспорту і зв'язку Ради Міністрів УРСР.
- У 1972 перейшов у Держплан УРСР, де працював майже двадцять років заступником начальника відділу транспорту і зв'язку.
- був начальником Головного інформаційно-обчислювального центру Міністерства автотранспорту УРСР (1978—1979)
- ректор Українського філіалу Всесоюзного інституту підвищення кваліфікації Держпостачу СРСР(1980—1981),
- З набуттям Україною незалежності в 1992 очолив новостворене Управління зовнішньоекономічних відносин Державної адміністрації залізничного транспорту України.
- В 1996 перейшов на роботу в Секретаріат Верховної Ради України консультантом в Комітеті з питань будівництва, транспорту та зв'язку.
- заступник директора з питань науково-дослідної роботи Центрального НДІ Державного департаменту рибного господарства (2001—2004 рр.).

Протягом 1984—2004 років — представляв Україну в Комітеті з питань транспорту Європейської економічної комісії (ЄЕК) ООН в Женеві. Входив до урядових делегацій України для участі в роботі сесій-асамблей ЄЕК ООН. Сприяв вступу України в Міждержавну організацію співробітництва залізниць (ОСЗ) у Варшаві і протягом 1992—1996 років брав участь від імені Мінтрансу України та Укрзалізниці в роботі її комітетів та сесій. У 2006 році в зв'язку з 50-річчям заснування ОСЗ нагороджений почесним дипломом ОСЗ.
Дружина: Гурнак Людмила Миколаївна, заслужений працівник промисловості України, нагороджена орденом «Знак пошани», працювала директором Київського булочно-кондитерського комбінату.

## Наукова робота
Займався науковими техніко-технологічними та економічними проблемами транспорту.
Кандидат технічних наук (1975 р.) та доктор економічних наук (1995), професор Державного економіко-технологічного університету транспорту (2006).
Опублікував близько ста наукових праць в журналах та збірниках. Автор монографій «Нормативно-правове забезпечення зовнішньоекономічної діяльності залізничного транспорту», «Транспортний комплекс регіону».

## Журналістська діяльність
Член національної спілки журналістів України (2005). Надрукував у газетах і популярних журналах понад 70 статей з історії різноманітних пам'яток.
Автор-упорядник збірки рос. «И смех и грех под стук вагонных колёс» (2002).
Разом з А. О. В'юником в 2002 та 2004 роках видав книги «Білка. Слобода Тростянецького району Сумської області».
Друкує гуморески.
Учасник ліквідації аварії на Чорнобильській АЕС другої категорії, за що нагороджений Грамотою Президії Верховної Ради УРСР (1986 р.).

## Громадська робота
Член-кореспондент (2003) та академік (2007) Транспортної академії України.

## Інше
Спорт
Майстер спорту з волейболу. В різні роки був чемпіоном і призером турнірів Москви, Києва, Центральної ради товариства «Локомотив», змагань ветеранів волейболу в Україні та СНД. В 2000, 2002 та 2004 роках у складі збірної України ставав чемпіоном світу та Європи з волейболу серед ветеранів.
Участь у художній самодіяльності
Є ветераном художньої самодіяльності. Під час навчання в МІІТі в складі хорового колективу інституту пройшов три тури Всесоюзного відбору для участі художніх аматорських колективів у VI Всесвітньому фестивалі молоді і студентів у Москві 1957 року, за що має грамоту. В різні роки співав у хорі Держплану УРСР, хоровій капелі Південно-Західної залізниці. Має відзнаку: «Учасник республіканських заходів Першого всесоюзного фестивалю самодіяльності творчості трудящих в Українській РСР», що відбувались у 1977 році на честь 60-річчя Великої Жовтневої Соціалістичної революції.
Останні сім років Віталій Гурнак виступає в складі народного хору Апарату Верховної Ради України, яким незмінно керує З. М. Корінець. Опанувавши свого часу самотужки гру на бандурі, на концертах парламентського хору виступає з сольними номерами. 2009-го року, напередодні 8 Березня, після привітання спікера В.Литвина, в сесійній залі Верховної Ради України жіночий колектив апарату вітала чоловіча група хору, а також окремі солісти, серед яких бандурист В.Гурнак виконав пісню «По садочку ходжу» під власний акомпанемент. Це перший випадок, коли в сесійній залі біля трибуни вищого законодавчого органу країни звучали струни бандури.
Колекціонер
Зібрав велику колекцію значків на залізничну тематику, частина яких демонструється в Музеї залізничної медицини та в Музеї Укрзалізниці.

## Відзнаки
Нагороджений медалями та відзнаками «Залізнична слава» II ступеня (2002) та III ступеня (2004).
В 1987 році присвоєно звання «Почесний член Всесоюзного товариства „Локомотив“».
Почесний залізничник СРСР (1987).